# 五木村立五木東小学校
五木村立五木東小学校（いつきそんりつ いつきひがししょうがっこう）は、熊本県球磨郡五木村にある村立の小学校。
2011年（平成23年）4月以降、五木村内では唯一の小学校となっている。

## 概要
歴史
1875年（明治8年）創立。現校名となったのは1947年（昭和22年）。村内の小学校を統合し、2011年（平成23年）4月には村内唯一の小学校となる。2025年（令和7年）に創立150周年を迎えた。
校訓
「やさしく、かしこく、たくましく」- 1998年（平成10年）制定。
校章
桜の花弁等を背景にして、中央に校名の「東小」の文字（縦書き）を配している。
校歌
1968年（昭和43年）制定。
通学区域
「五木村全域」。中学校区は五木村立五木中学校。

## 沿革
旧・五木南小学校（いつきみなみ）
- 1875年（明治8年）
  - 1月 - 創立。
  - 10月 - 「頭地小学校 出張教授所」（分校、分教場）となる。
- 1886年（明治19年）4月 - 小学校令の施行により、簡易科（3年制）を設置の上、「野々脇小学簡易教場」と改称。
- 1890年（明治23年）- 尋常田口小学校（五木東小学校の前身）から分離し、「尋常野々脇小学校」として独立。
- 1892年（明治25年）- 「野々脇尋常小学校」に改称。
- 1893年（明治26年）- 校舎を増築。
- 1904年（明治37年）- 校舎を改築。
- 1908年（明治41年）4月 - 改正小学校令により、尋常科（義務教育の年限）が4年制から6年制に改められる。尋常科5年を新設。
- 1909年（明治42年）4月 - 尋常科6年を新設。
- 1937年（昭和12年）
  - 4月 - 「五木南尋常小学校」と改称。
  - 7月 - 校地を拡張。
- 1938年（昭和13年）2月 - 木造新校舎が完成。
- 1941年（昭和16年）4月1日 - 国民学校令施行により、「五木村五木南国民学校」と改称。
- 1947年（昭和22年）4月1日 - 学制改革により、新制小学校「五木村立五木南小学校」（最終名）に改組・改称。同年、新制中学校五木村立五木中学校南分校が併設される。
- 1962年（昭和37年）- 中学校分校が「五木村立五木第一中学校南分校」に改称。
- 1973年（昭和48年）- 中学校分校が休校となる。
- 1975年（昭和50年）12月 - 創立100周年記念式典を挙行[2]。
- 1992年（平成4年）4月1日 - 五木村立五木東小学校への統合により閉校。117年の歴史に幕を閉じる。同時に休校となっていた中学校分校も閉校した。
  - 最終所在地（五木南小学校）- 熊本県球磨郡五木村甲野々脇429番地（北緯32度21分40.0秒 東経130度50分29.4秒 / 北緯32.361111度 東経130.841500度）
  - 校章 - 中央に校名の「南小」の文字を配していた。

五木東小学校（いつきひがし）
- 1875年（明治8年） - 本村字久領の新泉寺において、児童の教育を開始。野々脇に出張教授所（五木南小学校の前身）を開所。
- 1877年（明治10年）- 西南の役勃発により校舎を焼失。そのため、下手阿蘇神社境内に移転。
- 1880年（明治13年）[3] - 頭地田口に校舎を移転。
- 1888年（明治21年）- 小学校令施行により、簡易科（3年制）を設置の上、「頭地小学簡易科教場」（簡易頭地小学校、頭地の読みは「とうじ」）に改称。
- 1889年（明治22年）4月1日 - 町村制施行により、球磨郡「五木村」が発足。
- 1890年（明治23年）- 尋常科（4年制）を設置の上、「尋常田口小学校」と改称。野々脇教場が尋常野々脇小学校として独立。
- 1903年（明治36年）- 頭地下手に新築移転し、「頭地尋常小学校」と改称。
- 1905年（明治38年）- 高等科（2年制）を併置の上、「頭地尋常高等小学校」（尋常科4年・高等科2年）に改称。小鶴分教場が分離の上、小鶴尋常小学校として独立。
- 1908年（明治41年）4月 - 改正小学校令により、尋常科（義務教育の年限）が4年制から6年制に改められる。そのため、従来の高等科1・2年を「尋常科5・6年」に改める。これにより、高等科は廃止となり、「頭地尋常小学校」（尋常科6年）に改称。
- 1912年（明治45年）- 校舎を増築。
- 1915年（大正4年）4月 - 高等科（2年制）を併置の上、「頭地尋常高等小学校」（尋常科6年・高等科2年）と改称。
- 1924年（大正13年） - 三浦と下梶原に分教場を設置。
- 1937年（昭和12年）4月 - 「五木東尋常高等小学校」と改称。
- 1938年（昭和13年）5月 - 木造新校舎が完成。
- 1941年（昭和16年）4月1日 - 国民学校令施行により、「五木村五木東国民学校」と改称。尋常科を初等科に改める。
- 1947年（昭和22年）- 学制改革が行われる（六・三制の実施）。
  - 4月1日 - 国民学校初等科は、新制小学校「五木村立五木東小学校」（現校名）に改組・改称。
  - 4月 - 国民学校高等科は青年学校普通科とともに、新制中学校「五木村立五木中学校」に改組・改称。小学校に併設される。
- 1948年（昭和23年）4月1日 - 三浦分校が分離の上、五木村立三浦小学校として独立。下梶原分校を三浦小学校に移管。
- 1955年（昭和30年）4月1日 - 五木村立五木西小学校から平瀬分校が移管される。
- 1968年（昭和43年）- 校歌を制定。
- 1972年（昭和47年）
  - この年 - 完全給食を開始。
  - 1月 - 熊本県立人吉高等学校五木分校が併設される。
  - 11月 - 五木第一中学校の隣接地に高等学校分校の校舎が完成し、移転を完了したため、併設を解消。
- 1975年（昭和50年）11月 - 創立100周年記念式典を挙行[2]。
- 1977年（昭和52年）- プールが完成。
- 1991年（平成3年）- 校旗を新調。
- 1992年（平成4年）4月1日 - 五木村立五木南小学校を統合。
- 1998年（平成10年）- 校訓を制定。
- 2001年（平成13年）4月1日 - 平瀬分校を休校とする。
- 2003年（平成15年）- 現在地（川辺川ダム建設による水没後の移転代替地、頭地代替地）に新校舎が完成し、旧校地（五木村甲2836番地）から移転を完了。
- 2004年（平成16年）- 新校舎およびランチルーム落成式を挙行。
- 2006年（平成18年）4月1日 - 五木村立三浦小学校を統合。平瀬分校を閉校。
  - 最終所在地（三浦小学校）- 熊本県球磨郡五木村甲嶽4797番地3（北緯32度24分48.9秒 東経130度51分42.1秒 / 北緯32.413583度 東経130.861694度）
  - 最終所在地（平瀬分校）- 熊本県球磨郡五木村丙小椎葉408番地2（北緯32度25分23.6秒 東経130度47分24.8秒 / 北緯32.423222度 東経130.790222度）
- 2009年（平成21年）4月1日 - 五木村立五木西小学校を統合。
  - 最終所在地（五木西小学校）- 熊本県球磨郡五木村丙小鶴321番地1（北緯32度26分46.2秒 東経130度46分29.8秒 / 北緯32.446167度 東経130.774944度）
- 2011年（平成23年）4月1日 - 五木村立五木北小学校を統合。
  - 最終所在地（五木北小学校）- 熊本県球磨郡五木村甲宮園5670番地（北緯32度26分29.9秒 東経130度51分27.1秒 / 北緯32.441639度 東経130.857528度）
  - 所在地（五木東小学校） - 熊本県球磨郡五木村甲3374番地51（北緯32度24分05.5秒 東経130度49分37.4秒 / 北緯32.401528度 東経130.827056度）

## 交通アクセス
最寄りのバス停留所
- 九州産交バス 「頭地」停留所

最寄りの幹線道路
- 国道445号
- 熊本県道25号宮原五木線

## 周辺
- 五木村役場
- 五木村社会福祉協議会
- 熊本県立人吉高等学校五木分校
- 五木村立五木中学校
- 中央保育所
- 人吉警察署五木警察官駐在所
- 人吉下球磨消防組合消防本部 中央消防署 北分署
- 道の駅子守唄の里五木、子守歌公園
- 五木村歴史文化交流館ヒストリアテラス五木谷
- 五木郵便局
- 頭地大橋